# Каираки
Каираки, Каираки-Бич (англ. Kairaki) — небольшое село в округе Уаимакарири на Южном острове Новой Зеландии, расположенное в 4,8 километрах к востоку от Каиапои, в устье реки Уаимакарири. По данным переписи 2006 года, население здесь составляло 225 человек.

## Климат
Средняя температура летом в Каираки составляет 16,2 °C, а зимой 6,4 °C.
| Показатель              | Янв. | Фев. | Март | Апр. | Май | Июнь | Июль | Авг. | Сен. | Окт. | Нояб. | Дек. |
| ----------------------- | ---- | ---- | ---- | ---- | --- | ---- | ---- | ---- | ---- | ---- | ----- | ---- |
| Средняя температура, °C | 16,7 | 16,3 | 15,0 | 12,1 | 8,8 | 6,3  | 5,8  | 7,1  | 9,4  | 11,4 | 13,5  | 15,5 |
| Источник:               |      |      |      |      |     |      |      |      |      |      |       |      |